# Cầu hành hoa dài
Cầu hành hoa dài (danh pháp hai phần: Bulbophyllum longiflorum) là một loài phong lan thuộc chi Bulbophyllum. Loài này phân bố rộng, từ Đông Phi, Nam Á, Đông Nam Á đến châu Đại Dương.

## Hình ảnh

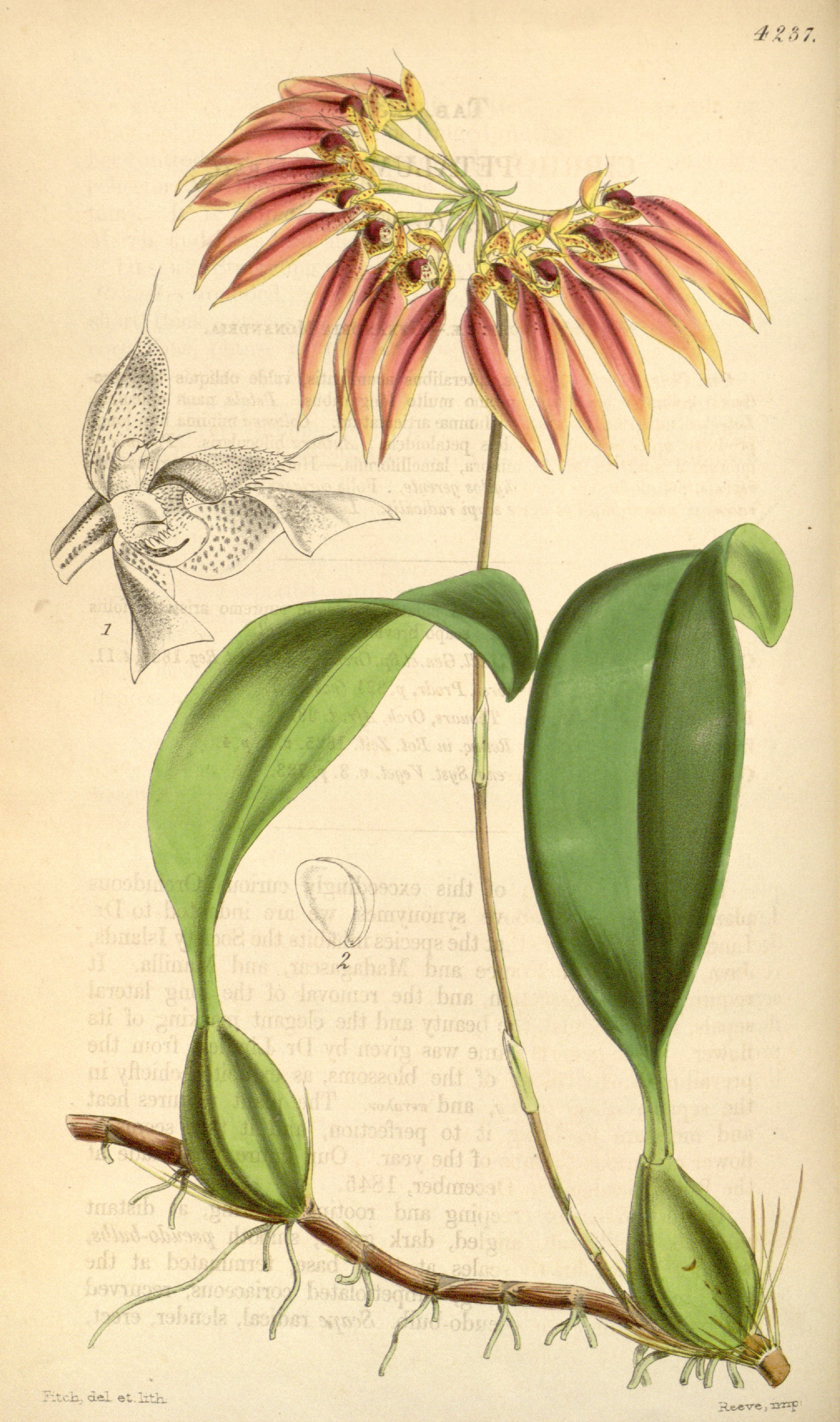
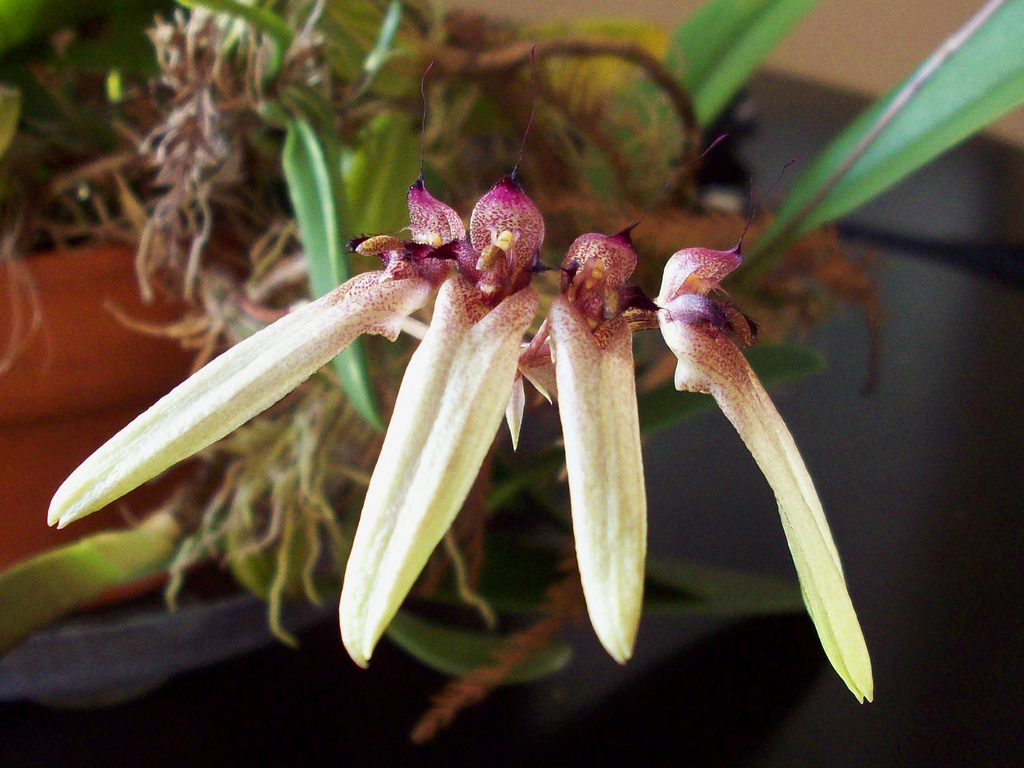
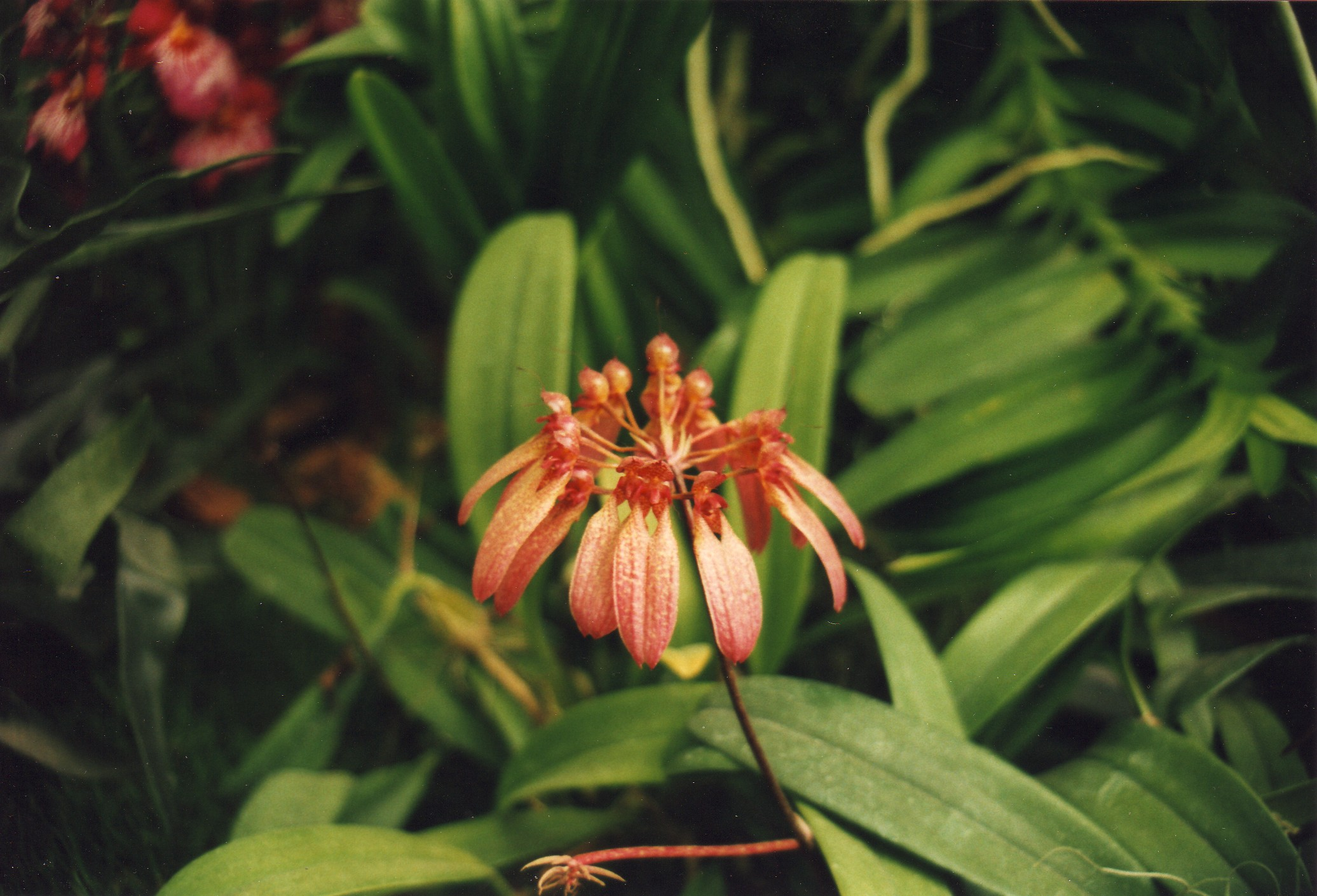
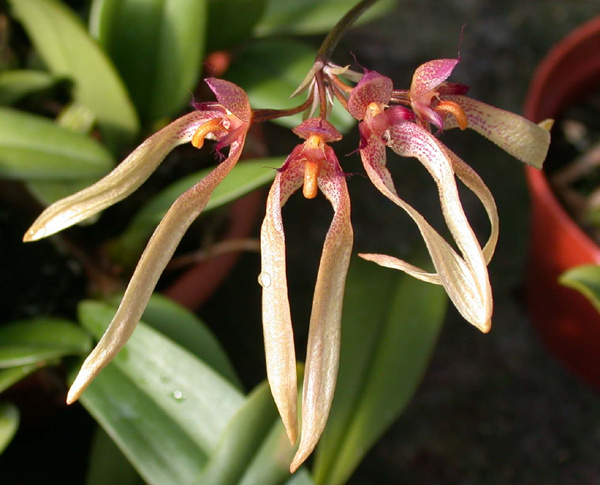